# Thanatus simplicipalpis
Thanatus simplicipalpis är en spindelart som beskrevs av Simon 1882. Thanatus simplicipalpis ingår i släktet Thanatus och familjen snabblöparspindlar. Inga underarter finns listade i Catalogue of Life.